# Dean Barrow
Dean Oliver Barrow (Ciudad de Belice, Honduras Británica, (hoy Belice), 2 de marzo de 1951) es un abogado y político beliceño que se desempeñó como primer ministro de Belice desde 2008 hasta 2020. Es también el exlíder del Partido Demócrata Unido (UDP). Un abogado de carrera, él trabajó como ministro de Relaciones Exteriores desde 1993 a 1998 y fue el líder de la oposición desde 1998 hasta que la UDP ganó en febrero de 2008. Barrow comenzó su primer término como primer ministro en 2008, y empezó su segundo término en 2012. Comenzó su tercer término al ganar en las elecciones del 4 de noviembre de 2015. Ejerció hasta 2020, cuando concluyó el límite de tres mandatos estipulado en la Constitución. 

## Carrera Legal
Barrow es uno de los abogados exitosos de Belice y ha aparecido en varios casos de alto perfil. Comenzó su trabajo legal en la firma de abogados del tío Dean Lindo en 1973 y se hizo socio allí en 1977. finalmente se iría para formar su propio bufete de abogados, Barrow y Williams (con Rodwell Williams) hasta que dejara su cargo antes del 2008. Entre los clientes más controvertidos de su firma está Lord Ashcroft y los negocios con los que está conectado, particularmente el Belize Bank y, en algún momento, Belize Telemedia Limited, anteriormente Belize Telecommunications Limited.

## Vida privada
Tiene cuatro hijos, siendo el mayor de ellos el rapero "Shyne" Barrow. Barrow está divorciado de la también abogada Lois Young.